# Hixon, England
Hixon är en civil parish i Storbritannien.   Den ligger i grevskapet Staffordshire och riksdelen England, i den södra delen av landet, 190 km nordväst om huvudstaden London. Antalet invånare är 1 713. Arean är 7,3 kvadratkilometer.
Terrängen i Hixon är platt.